# Iamblichus (filosoof)
Jamblichus van Chalkis in Syrië (± 250 – ± 330 n.Chr.) was een neoplatonistisch geleerde en filosoof, en staat bekend als de stichter van de zogenaamde Syrische school binnen het neoplatonisme. De school bevond zich in de stad Apamea (Syrië). Hoewel hij een Syriër was, schreef Jamblichus in het Grieks.
Hij volgde les bij en onderging de invloed van Porphyrius. In zijn geschriften probeerde Jamblichus de leer van Plato met die van Pythagoras te verenigen, en hij verdedigde binnen zijn eigen stelsel alle voor-christelijke theorieën op religieus, filosofisch en wetenschappelijk vlak, met inbegrip van de astrologie, de orakels en de magie. Volgens Jamblichus bezitten alle beweringen van Plato (zowel op fysisch als op ethisch en metafysisch gebied) geldigheid. Niet alleen Griekse maar ook allerlei oosterse godheden werden in zijn stelsel opgenomen, zij het gedeeltelijk op allegorische wijze. Daarmee verbond hij ook de pythagoreïsche getallensymboliek en allerlei religieuze en occulte praktijken. Hij schijnt zelf ook 'wonderen' verricht te hebben. 
Jamblichus' werk oefende invloed uit tot ver in de middeleeuwen. 
Jamblichus schreef verschillende werken. Allereerst schreef hij een pythagoreïsche encyclopedie, waarvan twee titels zijn overgeleverd, namelijk Compendium van pythagoreïsche leerstellingen (Hē tōn pythagoreiōn dogmatōn synagōge) en De pythagoreïsche school (Peri tēs pythagorikēs). Deze encyclopedie bestond uit de volgende delen (in gegeven volgorde):
1. Leven van Pythagoras (Peri tou Pythagorikou biou):[3] een compilatie van oudere werken over het leven van Pythagoras.
2. Aansporing tot filosofie (Protreptikos epi filosofian):[4] een inleiding tot de beoefening van de filosofie en wat daar het nut van is. Het boek is tevens een introductie tot het pythagorisme en is schatplichtig aan het verloren gegane Protrepticus van Aristoteles.
3. Grondslagen van de wiskunde (Peri tēs koinēs mathēmatikēs epistēmēs): over het belang van wiskunde om tot kennis van de werkelijkheid te komen.
4. Over de Inleiding tot de rekenkunde van Nicomachus (Peri tēs Nikomachou arithmētikēs eisagōgēs): een commentaar op de Inleiding tot de rekenkunde van Nicomachus.
5. Over de toepassing van rekenkunde in de ethiek: slechts fragmentarisch bewaard.
6. Over de toepassing van rekenkunde in de fysica: slechts fragmentarisch bewaard.
7. Over de toepassing van rekenkunde in de theologie: slechts fragmentarisch bewaard.
8. Over de meetkunde: dit deel is verloren gegaan.
9. Over de muziekleer: dit deel is ook verloren gegaan.
10. Mogelijk bestond er tevens een deel over pythagoreïsche astronomie of ruimtelijke meetkunde.

Verder schreef Jamblichus een eclectisch werk over (oosterse) religie, magie en neoplatonisme, Over de mysteriën (De mysteriis Aegyptiorum). Drie andere werken zijn alleen van titel bekend: Over de goden, Over de ziel en De hoogst volmaakte Chaldeïsche theologie (een commentaar op de Chaldeïsche orakelen). Tevens heeft hij commentaren geschreven hebben op werk van Plato (met name Timaeus en Parmenides) en Aristoteles, die grotendeels verloren zijn gegaan. Tot slot kondigt hij in de samenvatting van hoofdstuk 21 van de Aansporing tot filosofie een werk aan over de pythagoreïsche wachtwoorden ('gouden verzen'). Twijfelachtig is de toeschrijving aan Jamblichus van de numerologisch-mystieke Theologie van de rekenkunde (Theologoumena Arithmeticae).
- Bibsys: 90195558
- Biblioteca Nacional de España: XX1490909
- Bibliothèque nationale de France: cb11908535t (data)
- Catàleg d'autoritats de noms i títols de Catalunya: 981058523532806706
- CiNii: DA01326761
- Gemeinsame Normdatei: 118555154
- International Standard Name Identifier: 0000 0001 0870 0683
- Library of Congress Control Number: n50053655
- Nationale Bibliotheek van Letland: 000028648
- MusicBrainz: 98ee86a9-1413-4ef6-8ce2-eb5d69306355
- Bibliotheek van het Japanse parlement: 00814929
- Nationale Bibliotheek van Tsjechië: jn19981001515
- Nationale bibliotheek van Australië: 35298371
- Nationale Bibliotheek van Israël: 987007262919205171
- Nationale Bibliotheek van Polen: a0000001185334
- Nederlandse Thesaurus van Auteursnamen: 069184690
- Réseau des bibliothèques de Suisse occidentale: 02-A000093242
- Istituto Centrale per il Catalogo Unico: CFIV024305
- LIBRIS: 253184
- SNAC: w6gj4j4m
- Système universitaire de documentation: 026934523
- Trove: 902470
- Virtual International Authority File: 12310254